# La Belle Exilée
Pour les articles homonymes, voir Adoration (homonymie).
Pour plus de détails, voir Fiche technique et Distribution.
La Belle Exilée (Adoration) est un film américain réalisé par Frank Lloyd et sorti en 1928.
Le film est synchronisé avec une bande musicale de type Vitaphone contenant des effets sonores.

## Fiche technique
- Titre original : Adoration
- Réalisation : Frank Lloyd
- Scénario : Winifred Dunn d'après une histoire de Lajos Biró
- Photographie : John F. Seitz
- Musique : Max Bergunker, Gerard Carbonara, Karl Hajos
- Montage :  John Rawlins, Frank Stone[1]
- Genre : Drame
- Société de production : First National Pictures
- Durée : 73 minutes (7 bobines)[2]
- Date de sortie : 2 décembre 1928

## Distribution
- Billie Dove : Elena
- Antonio Moreno : Prince Serge Orloff
- Emile Chautard : Murajev
- Lucy Doraine : Ninette
- Nicholas Bela : Ivan
- Nicholas Soussanin : Vladimir
- Winifred Bryson : Baronne
- Lucien Prival : Baron